# Asthenargoides logunovi
Asthenargoides logunovi là một loài nhện trong họ Linyphiidae.
Loài này thuộc chi Asthenargoides. Asthenargoides logunovi được Kirill Yuryevich Eskov miêu tả năm 1993.